# Вей Чжен
Вей Чжен (魏征, 580 — 11 лютого 643) — китайський канцлер з 627 до 643 року, історик часів династії Тан. Мав прізвисько «Людина-дзеркало».

## Життєпис
Народився у 580 році в місцевості Цзюйлу (сучасний повіт Цзюйлу провінції Хебей), за іншою версіями — сучасне м. Цзіньчжоу або м. Гуаньтоу провінції Хебей. Син Вей Чансіана, чиновника за часів династії Північна Ці. Після смерті останнього родина збідніла. Втім, завдяки самонавчанню Вей Чжен здобув знання. Деякий час вимушений був провести у даоському монастирі. З початком повстань проти династії Суй виступив проти Лі Юаня та його Лі Шиміня. Проте останній настільки високо оцінив розум і хоробрість Вей Чжена, що не тільки помилував його, але і, ставши імператором у 626 році, призначив Вея на посаду свого радника, надавши титул цзи (барона) Цзулу. Згодом зробив Вея канцлером імперії.
Вей Чжен повністю присвятив своє життя тому, щоб давати чесні і часто різкі поради імператору. У 628 році його звинуватили в кумівстві, проте внутрішнє розслідування не знайшло підтверджень. А втім, імператор попросив його бути вкрай обережним, щоб уникнути в подальшому подібних непорозумінь, що впливають на його репутацію. Вей відповів на це: «Я чесно служу імператору і вірю, що виконую свої обов'язки так, як це необхідно для держави, а не для моєї особистої слави».
Виступав проти надмірного розширення імперії на захід. Так, у 630 році, коли до Тай-цзуна звернулися володарі області Сіюй, то Вей Чжен відрадив імператора від цього.
Також виступав проти створення великої феодальної системи, коли наділи або посади передавалися спадково. Вей Чжен вбачав в цьому небезпеку для єдності держави, вважаючи можливим збереження дрібних наділів. Втім у 631 році імператор почав її створювати. Втім доволі швидко переконався у правоті Вея та відмінив свої попередні накази.
Після того, як імператор у 632 році вирішив дати велике придане за свою доньку Чанле, яка збиралася вийти заміж за Цзансун Вуцзі, Вей Чжен розкритикував його, сказавши, що такий вчинок може зруйнувати існуючі правила і звичаї. Коли імператриця Чжансунь почула цю історію від імператора, вона сказала: «Тепер я розумію, чому Ви так сильно поважаєте його. Будучи Вашої дружиною, я і то боюся заперечити Вам, однак Вей Чжен сміє кидати докори в вашу сторону і ставить закони країни вище думки Вашої Величності. Така людина воістину скарб нашої нації! Ваша Величність, будь ласка, враховуйте поради цієї мужньої людини». Таким чином, придане імператорської спадкоємиці було зменшено.
Вей Чжен зберіг свою відвертість до кінця життя. Якось імператор Тайцзун повернувся із засідання міністрів і в гніві сказав своїй дружині: «Рано чи пізно я вб'ю цього старого селюка!» Імператриця запитала, що його так сильно розлютило, на що імператор сказав: «Вей Чжен! Він завжди суперечить мені і ганьбить мене перед усіма!» Почувши це, імператриця віддалилася і незабаром повернулася в урочистому вбранні, щоб привітати імператора. Вона сказала: «Тільки, коли імператор мудрий і чуйний, радники можуть спокійно і без побоювання за своє життя висловлювати свою думку. Я хотіла б привітати Вас — критика від Вей Чжена є доказом відкритості Вашої Величності!» Гнів імператора поступово згас, і після цього він став ще більше цінувати імператрицю і Вей Чжена.
Дізнавшись від палацових посильних, що Вей Чжен серйозно захворів і живе в старому будинку з невеликій приймальні, імператор дуже засмутився. Тайцзун наказав протягом п'яти днів перебудувати для Вей Чжена великий зал з будівельних матеріалів, спочатку призначених для будівництва палацу. Він послав свого особистого лікаря, щоб той подбав про Вей Чжен. Втім останній помер 11 лютого 643 року. На його похоронах імператор Тайцзун мовив: «Дивлячись в мідне дзеркало, я можу побачити, акуратно чи я одягнений. Дивлячись у дзеркало історії, я можу бачити наслідки мого правління. Коли я дивлюся в дзеркало шляхетної людини, я можу виправити мої власні недоліки. Тепер, коли Вей Чжен пішов від нас, одного дзеркала я позбувся!» Згодом Вей Чжена було зараховано до «24 заслужених сановників, портрети яких повішені у залі Лін'янь».

## Наукова діяльність
Вей Чжен цікавився історичною наукою, вивчав старовинні літописи та історичні нариси. Він склав передмову до «Історичної хроніки династії Суй», загальні зауваження «Історична хроніка царства Лян», також є автором «Історичної хроніки царства Ці», «Доповнення до Ліцзі» («Записи обрядів»).